# غنبد ماهويية (غوغر)
غنبد ماهوییة (بالفارسية: گنبد ماهوییه) هي قرية تقع في إيران في قسم غوغر الريفي. يقدر عدد سكانها بـ 21 نسمة .